# 映画ドラえもん のび太の新魔界大冒険 〜7人の魔法使い〜
- ドラえもん > ドラえもんの派生作品 > ドラえもん (2005年のテレビアニメ)  > ドラえもん映画作品 > 映画ドラえもん のび太の新魔界大冒険 〜7人の魔法使い〜
- ドラえもん > 大長編ドラえもん > ドラえもん のび太の魔界大冒険 > 映画ドラえもん のび太の新魔界大冒険 〜7人の魔法使い〜

『映画ドラえもん のび太の新魔界大冒険 〜7人の魔法使い〜』（えいがドラえもん のびたのしんまかいだいぼうけん しちにんのまほうつかい）は、2007年3月10日公開された日本のアニメ映画。映画ドラえもんシリーズ通算第27作（アニメ第2作2期映画シリーズ第2作）。コロコロコミックの創刊30周年を記念した作品。
キャッチコピーは「キラキラかがやく、君になれ！」。

## 概要
1983年連載開始の大長編漫画『ドラえもん のび太の魔界大冒険』の2度目のアニメ映画化作品。また、1984年公開のアニメ映画のリメイク作品でもある。
本作公開前の2006年12月から、長編漫画『のび太の新魔界大冒険』が連載された（漫画執筆は元藤子プロの岡田康則。『月刊コロコロコミック』2007年1月号から3月号にかけて連載）。ドラえもんの長編映画の物語が漫画として連載されるのは『のび太のワンニャン時空伝』（2004年）以来3年ぶり、通算25作目。長編アニメ映画ドラえもんのリメイク作品を漫画化した大長編漫画作品は、本作のみである。
アニメ『ドラえもん』を制作するシンエイ動画の元社員で、ドラえもんファンでもある作家の真保裕一が脚本を担当し、監督は、ドラえもん映画作品としては初（『ドラミちゃん』シリーズの森脇真琴などでは前例あり）の女性監督、寺本幸代。また、作画監督も同じく女性アニメーターである金子志津枝が起用されている。
のび太の部屋には前年の長編アニメ映画『のび太の恐竜2006』で登場した「卵から恐竜が飛び出すおもちゃ」や「ピンク色のボール」が置かれており、これについて美術監督の土橋誠は寺本監督からの指示によるものと語っている。本作以降の作品でも、このような世界観の引継ぎが度々行われている。
興行収入は、『のび太の太陽王伝説』や『のび太のワンニャン時空伝』を追い抜き、2007年当時全シリーズ最高額である35.4億円を記録した。
本作では、アニメ第2作2期の長編ドラえもん映画シリーズとしては初めて人間の死が描かれている。また、セワシが登場する初の長編ドラえもん映画作品である。
以下、「1983年の漫画」は藤本が執筆した大長編連載漫画、「1984年のアニメ映画」は1984年公開の映画『のび太の魔界大冒険』を、「旧作」はその両方を表す。「2006年の漫画」は岡田が執筆した大長編連載漫画、「2007年のアニメ映画」は2007年公開の映画『のび太の新魔界大冒険』を、「今作」はその両方を表す。
2025年2月1日放送回の、おまけコーナー『45周年 映画ドラえもんクイズ』では、この映画の「ドラえもんが身に着けた『魔法ぼうし』」に関係するクイズが、「ファッションについての問題」として出題されたが、のび太により、間違えて「2011年公開の映画」だと紹介されてしまっていた。

## ストーリー
天文学者の満月博士とその娘で助手の美夜子は地球に大質量の天体が接近していることを察知した。同時に地球上では不吉な前兆のように暴風雨や地震などの異常気象が多発し始めていた。
一方、いつも通り何をやってもダメなのび太はテレビアニメの影響で魔法が使えないかと夢想し始める。突如ドラえもんとのび太の形をした石像が空から降ってきたり、その石像が庭から玄関へ移動したり、石像を四次元ポケットに収納したドラえもんが原因不明の腹痛を起こすなどの出来事が起こる中、のび太はひみつ道具・もしもボックスを使って「魔法が使える世界」を作り出すことを思いつく。しかし、実現した「魔法の世界」は幼少期から練習をしなければ魔法を使えないなど、のび太の夢想とは程遠い世界だった。ドラえもんは元の世界に戻そうと提案するが、のび太は「元に戻すのは一つくらい魔法を使えるようになってからにしたい」と決意して魔法の練習を始め、なんとかしずかのスカートをめくる程度の魔法は使えるようになる。
そんなある日、黒い流れ星が地球へ落下してきた。落下地点を訪れたジャイアンとスネ夫、ドラえもん、のび太、しずかの5人は猿のような悪魔ギムに襲われ、高名な魔法学の研究者・満月牧師と娘の美夜子に助けられる。満月牧師によると、悪魔とはかつて人間に魔法を与えた存在であり、同時に魔界星と呼ばれる天体からやってきた宇宙人なのだという。そして、彼の妻（美夜子の母）はかつて幼い美夜子の命を救うため悪魔に魂を売り渡しており、その影響で魔界星が地球へ接近、悪魔たちの地球侵攻が始まったのだった。そして悪魔を食い止めるためにはナルニアデスという男が何処かに隠した「魔界歴程」という書物を手に入れるほかない。その話を聞いたのび太達は世界を元に戻そうとするが、のび太のママがもしもボックスを粗大ごみに出してしまった為、世界を元に戻す事は出来なくなる。その夜、満月牧師は悪魔に誘拐され、美夜子は悪魔たちと戦うため一人で魔界歴程を探す事を告げて去っていった。
悪魔と戦うことを決心したドラえもん達5人はどこでもドアを利用して美夜子と合流、洞窟の中に隠された魔界歴程を発見したものの、彼らが協力していた美夜子は悪魔メジューサが化けた偽物だった。一同は氷漬けにされ魔界歴程を奪われてしまうが、上下二巻のうち下巻はジャイアンの手に残されていた。ネズミの姿に変えられた本物の美夜子と合流し、（変身魔法を解除できなかったのでやむなく）彼女を猫の姿に変えた一同は大魔王デマオンを倒す為に魔界星へ向かう。
魔界星の過酷な環境に翻弄されながらもデマオンの居城に辿り着いた一同は、銀のダーツをデマオンの弱点である左胸（心臓）目掛けて投げつける。しかし、ダーツは効果を発揮せず、デマオンの反撃によりしずか、ジャイアン、スネ夫、美夜子は捕まってしまう。絶望的な状況下、ドラえもんはタイムマシンで過去に戻ってもしもボックスの使用を阻止しようと思いつくが、メジューサは超空間を越えてタイムマシンを追跡し、箒を飛ばすことに成功していたドラえもんとのび太を石化してしまう。かつて空から降ってきた二人の石像は、未来から来た二人が石化されて箒から転落した姿だったのだ。悪魔の魔力を打ち消す月の光や月光とうによって一時的に石化が解除された二人は四次元ポケットの中で暴れるなどして抵抗を試み、遂にドラえもんの腹痛の正体に気付いたドラミが事態を察知して二人を石像から元の姿に戻した。ドラミが新品のもしもボックスを持って来たことで世界を戻す事も可能になり、物語は大団円を迎えた。
かに思われたが、世界を元に戻しても「魔法の世界」はパラレルワールドとして続いていく事が発覚。捕まったままの皆を見捨てるわけにはいかず、ドラミを加えた三人はタイムマシンで再び魔界星へと向かう。捕虜にされた5人を救い出し、地球を護る月の魔力を破壊しようと目論むメジューサを追撃する一同。そこでメジューサの正体が、かつて悪魔に魂を売り渡した美夜子の母だと発覚する。彼女は「デマオンの心臓は魔界星の赤い月」という重大な情報を言い遺し、愛する娘に抱かれながら消滅していった。心を一つにした7人と満月牧師はひみつ道具と魔法を駆使して悪魔たちに立ち向かい、のび太の手に残った最後の銀のダーツを赤い月へと投擲する。のび太の投擲後、ドラミがビックライトを使い銀のダーツを巨大化させた。巨大化したことにより銀のダーツは左胸（心臓）に見事命中。大魔王デマオンの断末魔・死と共に赤い月が落下したことにより、魔界星は大爆発を起こして消滅した。
その頃、元の世界でも大質量天体の地球衝突回避が確認されていた。ドラえもんとのび太は世界を元に戻し、一連の大冒険が夢のようだと思いながらも、しずか、スネ夫、ジャイアンの下へ駆け出していった。ただし空き地の木には乗り捨てられる結果になった箒が差さっていた。

## 舞台
魔界（魔界星）
悪魔らの住む星。魔王デマオンの独裁政治によって成り立っている。赤い月があるのが特徴。
なお『ドラえもん 映画なぞ解きスペシャル』にてさまざまな裏設定が明かされている。それによると、魔王の城では悪魔らの賄賂による出世や仕事の上意下達などがまかり通っている。また悪魔の位の最高は星5つまで確認できる。悪魔の性格はドマえもんやノビマのように人間に近い者もいれば、「魔王様に○○を… 悪魔の城のヒミツ」に出てきた女の悪魔のように羽の生えた悪魔もいる。悪魔らの使うドラゴンは野生のものを捕獲して訓練したもの。

## 声の出演
- ドラえもん - 水田わさび
- 野比のび太 - 大原めぐみ
- 源静香（しずか） - かかずゆみ
- 剛田武（ジャイアン） - 木村昴
- 骨川スネ夫 - 関智一
- 野比玉子（のび太のママ） - 三石琴乃
- 野比のび助（のび太のパパ） - 松本保典
- ドラミ - 千秋
- セワシ - 松本さち
- 出木杉英才 - 萩野志保子（テレビ朝日アナウンサー）
- 先生 - 高木渉
- はる夫 - 山下亜矢香
- バッター - 福圓美里
- 審判 - 桃森すもも
- 使い魔 - 後藤史彦、幸田昌明
- 一つ星悪魔 - 板倉大、東明弘
- 二つ星悪魔 - 深津智義
- コックの悪魔・バット君 - 高戸靖広
- マミ - 瀬那歩美
- 編集 - 成田剣
- 医者 - 菅原淳一
- リポーター・トンポコ - まるたまり
- 二つ星悪魔 - つぶやきシロー
- アナウンサー - 大下容子（テレビ朝日アナウンサー）
- 女の子 - hiroko（mihimaru GT）
- 郵便配達員 - miyake（mihimaru GT）

## ゲストキャラクター
満月 美夜子（まんげつ みよこ）
声 - 相武紗季 / 松元環季（幼い美夜子）
満月牧師の娘。のび太たちが見とれるほどの端整な顔立ちをした美少女。年齢は15歳。魔法の腕もかなり高く、絨毯の操縦ではA級ライセンスの持ち主であるが、2006年の漫画では錬金術のみ唯一不得意であると明かしている。悪魔たちに魔法でネズミの姿にされてしまうが、その後にしずかたちによってネコの姿に変えられる。幼い頃は髪が長かったが現在は短くしている。2007年のアニメ映画ではエンディングが終わった後に「また髪を伸ばしてみようかな」と発言している。
旧作では身につけているペンダントから水晶球などの道具が出てくる設定があったが、今作では特に機能は持たない。もしもボックスを使用する前の世界での姿は旧作では描かれていないが、今作では父の助手として働く姿が描かれている。
満月牧師（まんげつぼくし）
声 - 河本準一
魔法世界では牧師で魔法学の研究者であり、樹海の森にある教会に美夜子と共に住んでいる。美夜子の幼い頃に妻を失っている。魔界星の接近の危険性を説いている。もしもボックスを使う前の世界では宇宙の研究者で、冒頭と後半、エンディングに少し登場。
美夜子の母
声 - 久本雅美
今作のオリジナルキャラクター。身につけていたペンダントの中心は緑色。美夜子が幼い頃に当時の魔法では治らない病に倒れたとき、美夜子の病を魔法で治そうと悪魔と契約し、代償として命を落とした。もしもボックスを使う前の世界では登場していない。
2006年の漫画では錬金術を得意としており、美夜子曰く様々な物を金や銀に変えていたらしい。
メジューサ
声 - 久本雅美
デマオンの配下の悪魔でデマオンに次ぐ恐ろしい悪魔とまでいわれる。美夜子のペンダントと似たものを身につけている。美夜子のペンダントの中心は青、メジューサは赤となっている。旧作では脇役だったが、今作では偽の美夜子に変身するなど出番が大きく増え、デザインもより人間に近い姿で描かれている。
その正体は、契約の代償として美夜子の母の魂がデマオンに捕らわれて洗脳されていたものである。元々は人間の魂から造られた悪魔なので悪魔の天敵である月に行くことができた。消滅する間際に、重要な情報をドラえもんたちに伝える。この時、身に付けていたペンダントの中心は緑になっていた。
大魔王デマオン
声 - 銀河万丈
地球を侵略しようとしている魔界の魔王。その弱点は心臓に銀のダーツを打ち込むこととされているが、実は彼の心臓は左胸とは別の、とある場所に存在していた。
栗饅頭が好物（『ドラえもん 映画なぞ解きスペシャル』「魔王さまに○○を… 悪魔の城のヒミツ」による）。
ギム
声 - 山崎バニラ
最初に地球に偵察にやってきたサルのような使い魔。メジューサと行動を共にしている。旧作では名前は登場しない。
実は一度もしもボックスを使う前の世界の地球を訪れている。ドラえもんらは気づいていないが、ドラえもんらの顔もそのときに知っている（『ドラえもん 映画なぞ解きスペシャル』「序章・新魔界大冒険」による）。
三つ星悪魔
声 - 宇垣秀成
デマオンの側近の1人。DVD版では三ツ星Aと字幕が出る。名前こそ明示されなかったが、南極に落下した絨毯の調査や、魔王の城から逃走するドラえもんたちの追跡の指揮を執るなど、作中で果たした役割は大きい。メジューサのことを、彼は呼び捨てにしている一方、二つ星の悪魔などは様付けで呼ぶことから、メジューサは三ツ星程度の階級である様子。
彼の他にフルフェイスを生やした個体（三ツ星B）も登場しており、塩茹でが好物。
ナルニアデス
魔界歴程（今作では上下巻に分かれている）を記したとされる伝説的人物。満月牧師によると5000年ほど過去の男性。地球を悪魔から守るために、悪魔に付き従うふりをして人類として唯一魔界星に足を踏み入れ、また月の光に悪魔に対抗する力を与えた。
魔界星や悪魔たちについての記録を残した後、裏切りがバレて悪魔に八つ裂きにされたと伝えられている。

## スタッフ
| 原作                         | 藤子・F・不二雄 |
| 脚本                         | 真保裕一 |
| 総監督                       | 楠葉宏三 |
| 作画監督                     | 金子志津枝 |
| 演出                         | 腰繁男 |
| 絵コンテ                     | 寺本幸代 |
| 美術監督                     | 土橋誠 |
| 3DCGスーパーバイザー         | 木船徳光 |
| 撮影監督                     | 熊谷正弘 |
| 編集                         | 岡安肇 岡安プロモーション 三宅圭貴 小島俊彦 中葉由美子 村井秀明 藤本理子 |
| 録音監督                     | 田中章喜 |
| 効果                         | 糸川幸良 |
| 音楽                         | 沢田完 |
| チーフプロデューサー         | 増子相二郎 杉山登 |
| 監督                         | 寺本幸代 |
| 絵コンテ補佐                 | 鈴木孝義 |
| 作画監督補佐                 | 加来哲郎 大杉宜弘 |
| 原画                         | 牧原亮太郎 大塚正実 桝田浩史 霜山朋久 浦上貴之 植村淳 北山修一 吉田正幸 井上香織 大城勝 佐々木美和 夏目真悟 才田俊次 篠原真紀子 重本雅博 志村恵美子 矢向宏志 矢上孝一 佐々木政勝 増田敏彦 大谷敦子 松井理和子 八崎健二 松下浩美 石川貴正 柳田幸平 小林冬至生 藤井真澄 奥野浩行 佐々木啓之 林静香 森知鶴 江畑諒真 鈴木陽太 薮本陽輔 芝山智隆 内田真樹 茶谷余志雄 吉田誠 泰洋美 角張仁美 橋本とよ子 小竹歩 西村貴世 西本真弓 |
| 第二原画                     | 八木郁乃 |
| 動画検査                     | 大野順子 |
| 動画                         | ベガエンタテイメント 小杉菜穂子 遠藤良恵 鈴木まりあ 矢嶋哲生 大宮夏美 角田恵子 オープロダクション 小須田ひろみ 大村将司 曺宗徳 田中陽子 平岩聡 本庄裕貴 スタジオヴィクトリー 詍高実 本田吉則 時田亮平 上原未夢 中川裕子 大室奈緒子 大前祐美子 木口智和 岡昭彦 虫プロダクション 勝部知子 入沢典子 古屋佐和子 上原真生人 早船明彦 スノーライトスタッフ 森下智美 江部賢 長澤基 阿尻麻実 タント 井上さやか 伊東大翼 江本悠二 ORANGE LEE JI YOUNG HA IN YONG CHOI HYE JEONG KANG MI RYUNG KIM SUN A WHITE LINE KIM YOUN CHUL KIM YOUNG MIN KIM JONG KYU KIM SHIN LI CHOI EUN JUNG HYOIN ANIMATION WON YEUN SOOX PARK HYE YEON KIM IN SUN YUN BYUNG HEE KIM HYE JIN HANJIN JUNG YOUNG HEE NAM M SUN JUNG YOUNG JA CHO YOUN SUNG CHO YOUN JANG P.A.WORKS 前田輪太郎 佐藤梨香 戸谷賢都 大東百合恵 佐藤孝一 蔦佳穂里 牧野博美 久保田真希 藤井康雄 白敷桃子 久保光寿 小鳥明日香 稲津辰宣 テレコム・アニメーション・フィルム 飯盛夏子 小野旭 斎藤未享 北川隆之 多田羅梨早 西真由子 高須美野子 友部奈津美 富田恵美 アニメTOROTORO 中西雅美 福井理恵 谷平久美子 小山正清 菅原隆人 中里舞 鈴木理沙 金子由紀江 山浦由加里 たくらんけ 伊藤かおり 寺田久美子 小澤理彦 中西佳奈世 ラジカルパーティー2 エクラアニマル 夢弦館 加来由加里 高貫千津 武口つるみ 原口ちはる |
| 色彩設計                     | 吉田晴絵 |
| 色指定                       | 上田明子 |
| 仕上担当                     | 野中幸子 |
| デジタルペイント             | ベガエンタテイメント 馬場裕美 高橋めぐみ スタジオステップ 佐藤博美 鈴木怜子 田中恵理 牧田美保 曽根久美子 井本智子 鈴木裕太 スタジオタージ 土屋透治 宮原奈緒子 細川和美 伊藤俊幸 南龍介 店崎小百合 小柳寿志 板山琴美 小笠原彩恵 早川佳見 畑中章行 鈴木さゆり あかほりくみこ 箕輪裕子 池田陽子 牧島幸子 うすいこうぢ 虫プロダクション あさみゆうこ 梅本エリ 松原陽子 森綾 本村優佳 ORANGE AN YOUNG AE SHIN A YEON LEE HYUNG SOON LEE WOO JAE KIM SUN MI WHITE LINE MON SEOUG HEY LEE DONG HEE LEE SUN JU LEE SOOK JIN CHOI JUNG SUNK HYOIN OH HY SEOK CHUN SUNG HO CAHNG YUN JUNG YOO YOUNG HYE PARK SUN HEE HANJIN SEOK YOUN SUK KANG HEE KYOUNG KIM JANG MI LEE YOO KYOUNG KIM HEE JUNG |
| 背景                         | ベガエンタテイメント 土橋知子 小谷恵 吉岡亜衣 アトリエ・ローク 沼井信朗 川井憲 浜名お考 山下千歌 川口晴美 スタジオ・ユニ 榊枝利行 明石聖子 高橋佐知 新井由華 池田玲子 三原伸明 河合伸治 石黒恵美子 松宮由美 楠本祐也 中島美枝子 根本洋行 studio SEY Studio RUFUS 宮本実生 川島裕充 熊谷恵里 大久保錦一 阿部泰三郎 P&T Entertaiment ECHO ANIMATION |
| 背景スキャン                 | スキャン屋 佐藤広明 木村誠 斎藤明子 |
| オープニング制作             | IKIF IKIF+ |
| 3DCG監督                     | 奥村優子 |
| CG制作                       | 菱川パトリシア 宍戸光太郎 金子玲奈 小林真理 瀬尾祐太 平野将彦 鈴木晃星 丸山潤一 濱中裕 小久保将志 杉山和也 島朋子 萩野宏之 村上佐世子 宮村みちる 北澤知世 森本祥久真 金子幸樹 hp invent |
| コンポジット撮影             | アニメフィルム 岸克芳 福田寛 下村博文 木次美則 鈴木浩司 山田廣明 倉田佳美 大森美奈子 羽鳥貢 手塚智鶴子 井上江美 貞松寿幸 梅田俊之 |
| 特殊効果                     | 干場豊 |
| 音楽制作                     | エンジニア 岡部潔 セカンドエンジニア 内藤岳彦 奈良美幸 制作協力 サウンド・スタッフ 松井亜沙美 |
| 音響制作                     | オーディオ・プランニング・ユー |
| 録音スタジオ                 | APU目黒スタジオ |
| 効果                         | グループ・アンド・アイ |
| ミキサー                     | 田口信孝 |
| アシスタントミキサー         | 大城久典 内山敬章 山本寿 村越直 大谷丞 郡一正 |
| 音響制作デスク               | 原田絢子 |
| デジタル光学録音             | 西尾昇 |
|                              | ドルビーデジタル・サラウンドEX 一部上映館を除く |
| 技術協力                     | 河東努 森幹生 コンチネンタルファーイースト株式会社 |
| 現像                         | 東京現像所 |
| HD編集                       | 山本洋平 金沢佳明 |
| フィルムレコーディング       | 増田悦史 |
| タイミング                   | 吉川富雄 |
| ラボ・コーディネイト         | 大渕智一 |
| ラボ・マネージメント         | 加藤善仁 |
| アニメーション協力           | ベガエンタテイメント 松土隆二 笠木昇 安本久美子 河村武雄 馬場潤 |
| 掲載                         | 小学館の幼児誌・学年別学習雑誌 てれびくん 月刊コロコロコミック 別冊コロコロコミック コロコロイチバン! |
| まんが作画                   | 岡田康則 |
| 宣伝プロデューサー           | 豊田幸宏 |
| 宣伝                         | 伊藤卓哉 土肥直人 西田信貴 |
| 予告編制作管理               | 村田一 蔦川亜希 |
| 予告編ディレクション         | 小江英幸 小川和子 大志民賢 |
| トータルアートディレクション | 村井香里 |
| オフィシャルWEB              | 村田大典 蓮沼祐治 |
| おまけ映像                   | 渡辺歩 津田輝王 角野弘明 |
| プロモーションプロデュース   | 沢辺伸政 |
| 協力                         | AAB 秋田朝日放送 IAT 岩手朝日テレビ KHB 東日本放送 KFB 福島放送 UX 新潟テレビ21 HAB 北陸朝日放送 メ～テレ(名古屋テレビ) 広島ホームテレビ 山口朝日放送 KSB 瀬戸内海放送 eat 愛媛朝日テレビ 九州朝日放送 OAB 大分朝日放送 NCC 長崎文化放送 ★ Yahoo! JAPAN TSUTAYA 文教堂書店&ブックストア談 |
| 制作事務                     | 杉野友紀 服部高弘 宮澤英太郎 |
| 制作進行                     | 八鍬新之介 廣川浩二 西川昭彦 布川徹 |
| 制作デスク                   | 岡田麻衣子 武井健 |
| プロデューサー               | 小倉久美 吉川大祐 藤森匠 山﨑立士 |
| 「映画ドラえもん」制作委員会 | 横田清 鵜沢道彦 山崎俊一 秋本武英 太田賢司 小川邦恵 天野賢 萬代知 新井聡 塙智行 間瀬謙介 佐藤龍伸 山守貴子 平川愛 佐藤隆一 島哲雄 小林順子 清水智美 池田光子 尾崎美香 鶴見治子 |
| 制作                         | 藤子プロ 小学館 テレビ朝日 ADK 小学館プロダクション シンエイ動画 |
|                              | ©藤子プロ・小学館・テレビ朝日・シンエイ・ADK 2007 |

## 主題歌
オープニングテーマ「ハグしちゃお」
作詞 - 阿木燿子 / 作曲 - 宇崎竜童 / 編曲 - 京田誠一 / 歌 - 夏川りみ（ビクターエンタテインメント）
エンディングテーマ「かけがえのない詩」
作詞 - hiroko,mitsuyuki miyake and Hidemi / 作曲 - mitsuyuki miyake / 編曲 - mitsuyuki miyake and takashi morio
歌 - mihimaru GT（ユニバーサルJ/tearbridge production）
本アニメ映画ではエンディングが物語の最後ではなく、デマオンを倒した直後に本編から繋がる形で流れる。このため、過去2回の地上波でのテレビ放送ではエンディングがカットされているものの、エンディングテーマの冒頭部分は本編の展開上、そのまま流された。

## 評価
ジャイアン役の木村昴は2017年のインタビューにおいて本作をドラえもん映画のベストに挙げている。

## おまけ映像
本アニメ映画の最後にはおまけ映像があり、その中で箒から降りたドラえもんによって翌年にも映画が公開されることが発表された（ドラえもんの足元には沢山の植物が芽吹いていた）。
映画の最後のおまけ映像で翌年の映画の予告を行う手法は、前年の『のび太の恐竜2006』から開始され、毎回の慣例となっている（前年の『のび太の恐竜2006』では次作の内容を示唆する演出はなし）。
その後、毎週放送されているテレビアニメシリーズの2007年7月13日のエンディングにて特報映像が初公開され、2008年3月公開のアニメ映画作品の題名が『映画ドラえもん のび太と緑の巨人伝』であることが発表された。

## テレビ放送
2008年3月21日と2013年3月15日の2回テレビで放送された。いずれもカット放送。
2013年の放送では、メジューサ役を久本雅美から江森浩子に差し替え変更したものが放送されている（ソフト未収録）。

## 関連企画

### ドラえもん 映画なぞ解きスペシャル
2007年3月23日に放送された特別番組。魔法世界のドラえもんとのび太を主人公としたエピソード「魔法使いのび太」や、ドラえもんそっくりの小悪魔ドマえもんとのび太そっくりの悪魔ノビマが主人公のエピソード「悪魔の城のヒミツ」、そして映画のプロローグとなるエピソード（使い魔であるギムを主人公としたもの）「序章・新魔界大冒険」の3本から成る（テレビアニメ2期初オリジナル作品）。
ドマえもん&ノビマ
声 - 水田わさび、大原めぐみ
「悪魔の城のヒミツ」に登場する。田舎出身の悪魔で一人称は二人とも「おら」（ただしエピソード中盤でドマえもんが「今のはぼくに言ったんだと思うよ」とも発言している）。ドラえもんとのび太に酷似する。新入りのためノビマは0.5星悪魔である。実は捕らわれた美夜子らに会っている。魔王デマオンへ秘密の箱を運ぶことになるが、魔王にとって知られたくない秘密である栗饅頭を知ってそれを笑ったため、2人とも魔王から罰を受け、仕事の厳しさを知って田舎に帰ることになる。
四つ星悪魔
声 - 藤本譲
「悪魔の城のヒミツ」に登場する。年老いた悪魔。五つ星の悪魔の命令でコックの悪魔から秘密の箱を受け取るが、魔王デマオンを恐れ、三つ星悪魔に運ぶよう命令する。
女の悪魔
声 - かかずゆみ
「悪魔の城のヒミツ」に登場する。帽子をつけておらず位は不明。誤ってメジューサの部屋に入ったドマえもんとノビマに対しメジューサの恐ろしさを話した。また、他の悪魔と異なり羽が生えている。
魔法世界のドラえもん
「魔法使いのび太」に登場する。魔法道具「補助ホウキ」や「もしも箱」などの魔法道具を使う。なお、この世界でのドラえもんはロボットなのかどうかは不明。
魔法世界ののび太
「魔法使いのび太」に登場する。魔法の勉強ができず、科学に強い憧れを抱き、もしもボックスを使う前の世界ののび太とは違い、「算数」や「理科」で遊んでいる。彼が「もしも箱」で科学の世界に行った時、ちょうどもしもボックスを使う前の世界のドラえもんとのび太が「もしもボックス」で魔法の世界に行く時である。

### 家庭用ゲーム
ニンテンドーDS用ゲームソフト『ドラえもん のび太の新魔界大冒険DS』。2007年3月8日にセガより発売。映画を題材にしたカードバトルRPG。

### みなとみらい号
2007年2月から3月まで運行の「みなとみらい号」は、ドラえもんのヘッドマークを掲出して運行した。